# بيل هنتر (مدرب رياضي)
بيل هنتر هو مدرب رياضي كندي، ولد في 5 مايو 1920 في ساسكاتون في كندا، وتوفي في 16 ديسمبر 2002 في إدمونتون في كندا.